# Catharina Hagen
Barbro Catharina Hagen, född Bertilsson 21 september 1948 i Norrsunda församling i Stockholms län, är en svensk civilekonom och politiker (moderat). Hon var ordinarie riksdagsledamot 1998–2002, invald för Stockholms läns valkrets.
I riksdagen var hon ledamot i skatteutskottet 1999–2002 (dessförinnan suppleant i utskottet från 1998) och suppleant i finansutskottet 1998–2002.